# الملحون المغربي
الملحون هو فن شعري وإنشادي وغنائي، ويعتبر من الفنون المتميزة في المغرب.
أعلنت وزارة الشباب والثقافة والتواصل، أن اللجنة الحكومية الدولية لصون التراث الثقافي غير المادي لمنظمة اليونيسكو، المنعقدة اليوم الأربعاء 6 دجنبر 2023 في إطار دورتها 18، بجمهورية بوتسوانا، وافقت على طلب المملكة المغربية المتعلق بإدراج فن « الملحون » في القائمة التمثيلية للتراث الثقافي غير المادي للبشرية.

## النشأة
نشأ في تافيلالت و مراكش وفاس ومكناس وسلا، فهو تراث مكتنز يختزل مقومات الثقافة المغربية العربية الأمازيغية الأندلسية ومظاهر حياتها الأصيلة. فهو مزيج من فن العيطة الشعبي والأندلسي الغرناطي الذي يتميز به خصيصا المغرب ، ويتخذ من اللهجة العامية أداته، ومن مضامين اللغة الفصحى بشعرها ونثرها، مادته التي تتلون مواضيعها بألوان التوسلات الإلهية، والمدائح النبوية، والربيعيات، والعشق، والهجاء، والرثاء.
وبالرجوع إلى ابن خلدون يظهر أن أولى بواكير فن «الملحون» ظهرت في العهد الموحدي خلال القرن السابع الهجري 
ويرجع الدارسون -وفق كتاب "معلمة المغرب"- ظهور البواكير الأولى من الشعر الملحون بالمغرب إلى العهد الموحدي في القرن الـ12، وذلك من خلال بعض ما نظمه شعراء مغاربة كابن غرلة والسلطان عبد المؤمن الموحدي وأخته رميلة وابن خبازة وابن حسون وآخرين في العهد المريني.

## أعلام فن الملحون
عرف فن الملحون صعود أسماء ستظل عالقة في الذاكرة الشعبية المغربية، من أمثال سيدي عبد القادر العلمي، شيخ متصوفة «الملحون» وسيدي عمر اليوسفي و بوعلام الجيلالي امتيرد وسيدي قدور العلمي ...
- الشيخ بن عيسى الفاسي
- الشيخ أحمد الكندوز
- الحاج التهامي الهاروشي
- الحاج محمد بوزوبع
- الشيخ محمد بن غانم
- الحاج الحسين التولالي
- الحاج عبد الكريم كنون
- الشيخ أحمد أكومي
- الشيخ بوستة المراكشي
- زهرة الفاسية
- مولاي ادريس بن علي المالكي
- الحاج بن علي المسفيوي

- محمد الخياطي بوثابت
- محمد العلمي
- الحاج محمد الوالي
- محمد السوسي
- عبد العالي الطالبي
- سعيد المفتاحي
- نعيمة الطاهيري
- ماجدة اليحياوي
- عبد العالي البريكي
- حياة بوخريص
- سناء مرحاتي
- الباشر الخضار
- حكيمة طارق